# 오야마촌 (도쿠시마현)
오야마촌(大山村)은 도쿠시마현 이타노군에 있던 촌이다. 

## 역사
- 1889년 10월 1일 - 정촌제 시행에 수반해 이타노군 오야마촌이 성립하였다.
- 1955년 3월 31일 - 마쓰시마정, 묘자이군 다카시촌과 합병해 가미이타정이 되어 소멸하였다.

## 참고문헌
- 大日本篤農家名鑑編纂所編『大日本篤農家名鑑』大日本篤農家名鑑編纂所、1910年。
- 『市町村名変遷辞典』東京堂出版、1990年。